# Bokkenrijderskapel
De Bokkenrijderskapel of Mariakapel is een kapel in Urmond in de gemeente Stein in de Nederlandse provincie Limburg. De kapel wordt omgeven door knotbomen en ligt aan de kruising van de Graetheidelaan, Molenweg Zuid en Kapelweg in de wijk Urmond-Oost. Aan de noordoostzijde van de kapel ligt er een begraafplaats.
De kapel is gewijd aan Maria.

## Geschiedenis
Tussen 1751 en 1755 werd de kapel gebouwd buiten de stadswallen van Urmond. Ze was toen eenvoudig bereikbaar via de Koepoort en de Koestraat (huidige Brugstraat). Ze lag destijds langs een oude Romeinse Heerweg en de weg van Urmond naar Sittard.
Tussen 1760 en 1770 gebruikten bokkenrijders de kapel voor bijeenkomsten.
In de zomer van 1793 werd de kapel gebruikt voor de eredienst toen de Terpkerk gebouwd werd.
Sinds 1967 is de kapel een rijksmonument.

## Opbouw
De achthoekige bakstenen kapel heeft een voorportaal gevormd door twee pijlers en een ingesnoerde torenspits. In de kapel zijn er nissen aangebracht met voorstellingen van Onze-Lieve-Vrouw van Smarten.